# Курба (Ленинградская область)
Ку́рба (вепс. Kurb) — посёлок в Винницком сельском поселении Подпорожского района Ленинградской области.

## История
Посёлок возник в 1960 году, его появление было связано с развитием лесозаготовительной промышленности в южной части Подпорожского района. Посёлок быстро превратился в крупный населённый пункт, который, помимо промышленных функций, стал выполнять и роль местного административно-хозяйственного центра.
По данным 1966 года посёлок входил в состав Озёрского сельсовета.
В 1967 году был образован Курбинский сельсовет, куда вошли населённые пункты упразднённых одновременно Ладвинского и Мягозерского сельсоветов.
По данным 1973 года посёлок являлся административным центром Курбинского сельсовета в который входили 7 населённых пунктов: деревни Васильевская, Долгозеро, Казыченская, Макарьевская, Миницкая, Фёдоровская и посёлок Курба.
По данным 1990 года в посёлке Курба проживали 414 человек. Посёлок являлся административным центром Курбинского сельсовета в который входили 6 населённых пунктов: деревни Васильевская, Казыченская, Макарьевская, Миницкая, Фёдоровская и посёлок Курба, общей численностью населения 800 человек.
Курбинская волость просуществовала до 1 января 2006 года, когда в ходе муниципальной реформы посёлок был включён в состав Винницкого сельского поселения уже в качестве рядового населённого пункта.

## География
Посёлок расположен в южной части района на автодороге 41К-713 (Винницы — Казыченская).
Расстояние до административного центра поселения — 36 км.
Расстояние до ближайшей железнодорожной станции Подпорожье — 122 км.
Посёлок находится на левом берегу реки Оять.

## Демография
| 2007 | 2010 | 2017 |
| ---- | ---- | ---- |
| 362  | ↘285 | ↘275 |

Изменение численности населения:

### Национальный состав
В 2002 году в посёлке Курба Курбинской волости проживали 313 человек (русские — 62 %, вепсы — 36 %).
Согласно данным Всероссийской переписи населения 2021 года в посёлке проживали 109 человек, из них:
 вепсы — 60, русские — 43, киргизы — 1, молдаване — 1, остальные национальность не указали.

## Инфраструктура
В посёлке действует МОУ «Курбинская начальная школа — сад». Ранее существовали два самостоятельных учреждения — детский сад и средняя школа № 13 (открыта в 1968 году), однако в 2009 году они были объединены, причём учащиеся средней школы были переведены в Винницкую школу № 12.
В Курбе имеется фельдшерско-акушерский пункт.
В посёлке работает Курбинский сельский дом культуры и Курбинская сельская библиотека.

## Транспорт и связь
Через посёлок проходит грунтовая дорога, идущая от Винниц через Нёмжу и Озёра к южной границе района. С административным центром поселения Курба связана маршрутным автобусом (№ 421, 7 рейсов в неделю).
В посёлке имеется сельское отделение почтовой связи (индекс 187773).

## Улицы
Боровая, Заречная, Конюшенный переулок, Лесная, Молодёжная, Объездная, Речной переулок, Таёжный переулок, Школьная.